# Góry (Varmia y Masuria)
Góry [pronunciación en polaco: /ˈɡurɨ/] (en alemán: Gurren) es un pueblo ubicado en el distrito administrativo de Gmina Budry, dentro del Condado de Węgorzewo, Voivodato de Varmia y Masuria, en Polonia del norte, cercano a la frontera con el Kaliningrad Oblast de Rusia. Se encuentra aproximadamente a 13 kilómetros al noroeste de Budry, a 12 kilómetros al norte de Węgorzewo, y a 100 kilómetros al noreste de la capital regional Olsztyn.
Antes de 1945, el área fue parte de Alemania (Prusia Oriental).